# Ustrój administracyjno-wojskowy Hetmanatu

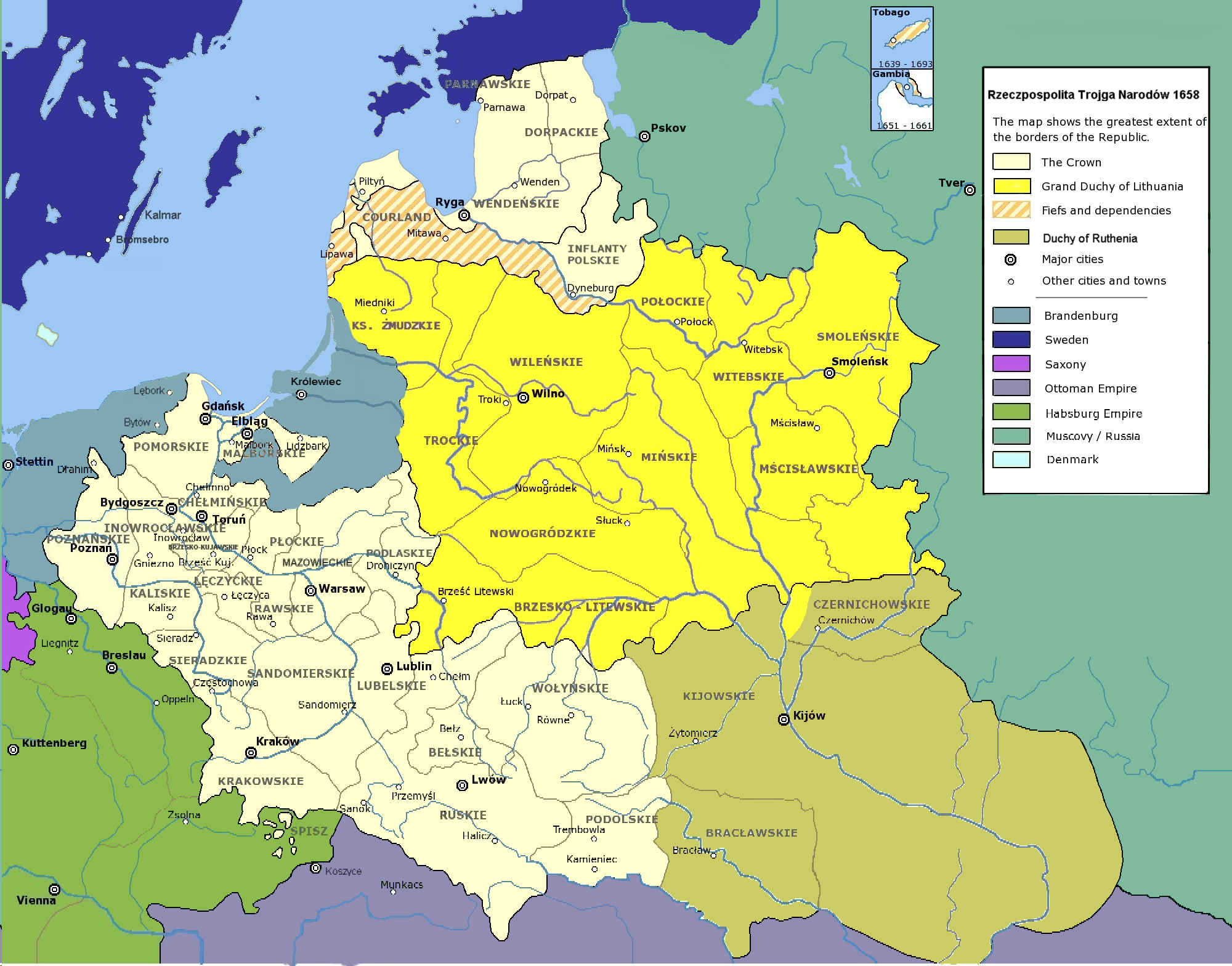
Rzeczpospolita w 1658 roku

Ustrój administracyjno-wojskowy Hetmanatu w XVII i XVIII wieku (ustrój pułkowy).

## Historia
Powstanie systemu pułkowego było skutkiem podpisania ugody kurukowskiej 27 września 1625, która została zawarta przez hetmana Koniecpolskiego i kozacką delegację Wojska Zaporoskiego na czele z Mychajłem Doroszenką podczas powstania Marka Żmajły. Według umowy kozackie wojsko rejestrowe zostało podzielone na 6 pułków:
- pułk białocerkiewski
- pułk kaniowski
- pułk kijowski
- pułk korsuński
- pułk perejasławski
- pułk czerkaski.

## Organizacja
Podczas powstania Chmielnickiego oprócz istniejących pułków powstało szereg nowych, które stały się jednocześnie jednostkami podziału administracyjno-terytorialnego.
Każdym pułkiem kierował i dowodził pułkownik przy pomocy rady pułkowej, która go wybierała. Pułkowa rada za pośrednictwem Kozaków zarządzała całą ludnością zamieszkującą obszar pułku. Pułki dzieliły się na sotnie, których było od 7 do 20.
Każdy pułk i sotnia posiadały swój sztandar, na którym umieszczone były podobizny Jezusa Chrystusa, świętych, symbole heraldyczne lub kozak z muszkietem. Drzewce sztandaru zakończone było krzyżem lub kulą.
W Hetmańszczyźnie funkcjonowały również kozackie oddziały wolnonajemne (np. pułk kompanijski, pułk serdiucki i inne), ale nie były one jednostkami administracyjnymi państwa.
Wielkość pułków nie była jednakowa – w 1723 w średniej wielkości pułku wynosiła 5 tysięcy kozaków, a w pułku nieżyńskim – blisko 10 tysięcy kozaków. W 1782 skład średniego pułku wzrósł do 10-20 tysięcy, a pułku nieżyńskiego do 40 tysięcy.

### Podział w 1648 r.
W 1648 Hetmańszczyzna był podzielona na 23 pułki:
pułk białocerkiewski, pułk borżniański, pułk bracławski, pułk hadiacki, pułk irklijewski, pułk iczniański, pułk kalnicki, pułk kaniowski, pułk kijowski, pułk korsuński, pułk łubieński, pułk mirhorodzki, pułk mohylewski, pułk nieżyński, pułk pawołocki, pułk perejasławski, pułk połtawski, pułk pryłucki, pułk sośnicki, pułk humański, pułk czerkaski, pułk czernihowski, pułk czehryński.

### Podział w 1650 r.
W 1650 liczba pułków uległa zmniejszeniu. W tym czasie funkcjonowały pułki:
pułk białocerkiewski, pułk bracławski, pułk kalnicki (po 1653 – pułk winnicki, w latach 60. połączony z bracławskim), pułk kaniowski, pułk kijowski, pułk korsuński, pułk kropiwniański (w 1658 wszedł w skład pułku łubieńskiego i perejasławskiego), pułk mirhorodzki, pułk nieżyński, pułk pawołocki, pułk perejasławski, pułk połtawski, pułk pryłucki, pułk humański, pułk czerkaski, pułk czernihowski, pułk czehryński.
Przez krótki okres funkcjonowały również pułki mohylewski, turowopiński i białoruski (czauski, bychowski).

## Pułki Prawobrzeża
Po zawarciu pokoju andruszowskiego i podziale ziem ukraińskich pomiędzy Rosję i Rzeczpospolitą, kozackie pułki na Prawobrzeżnej Ukrainie (należącej do Rzeczypospolitej) były w latach 1670–1680 stopniowo likwidowane, wśród nich pułki: białocerkiewski, bracławski, winnicki, korsuński, kaniowski, mohylowski, pawołocki, humański, czerkaski i czehryński.
Jednak w latach 1684–1685 pod dowództwem Semena Palija odnowiono pułk fastowski i bohusławski, a potem korsuński i bracławski. W 1704 utworzono ponownie pułki: czehryński, humański i mohylewski. Centrum kozactwa była w tym czasie Biała Cerkiew.

## Pułki Lewobrzeża
W latach 1712–1714, wskutek umowy pomiędzy Polską a Rosją, część kozackich pułków przeniesiono na Lewobrzeże, a resztę zlikwidowano. Funkcjonowały tam w owym czasie pułki: hadziacki, kijowski, łubieński, mirhorodzki, nieżyński, perejasławski, połtawski, pryłucki, starodubowski i czernihowski.

## Pułki Słobodzkiej Ukrainy
W latach 50. XVII wieku z ukraińskiej ludności Ukrainy Słobodzkiej, za zgodą cara, utworzono 4 pułki kozackie:
- pułk ostrogski
- pułk ochtyrski
- pułk sumski
- pułk charkowski (w 1685 wydzielono z niego pułk izjumski).

Pułki te istniały do 1765, kiedy zostały przeformowane w normalne rosyjskie pułki wojskowe.

## Likwidacja pułków kozackich
Pułki kozackie były stopniowo likwidowane ukazem cara od 1764. Zlikwidowano samorząd kozacki i rozpoczęto formowanie normalnych rosyjskich pułków wojskowych, początkowo w latach 60. XVIII wieku – pikinierskich, a od lat 80. – strzeleckich.

## Literatura
- Крипякевич І. Історія українського війська. Частина ІІ: Запорозьке Військо. Львів, 1936.